# Neue Fortschrittspartei
Die Neue Fortschrittspartei (jap. 新進党 Shinshintō; englisch New Frontier Party, NFP) war eine politische Partei in Japan von 1994 bis 1997 und in dieser Zeit die zweitstärkste Partei nach der regierenden Liberaldemokratischen Partei (LDP).

## Geschichte
Die Shinshintō entstand 1994 als Bündelung der Oppositionskräfte, nachdem eine gemeinsame Regierung ohne die LDP nach kurzer Zeit gescheitert war. Der Gründungsparteitag fand am 10. Dezember 1994 statt und vereinigte die Erneuerungspartei, die Unterhausabgeordneten der kurz zuvor gespaltenen Kōmeitō (organisiert in der Kōmeishintō (公明新党)), die Neue Japan-Partei, die Demokratisch-Sozialistische Partei und den Liberalen Reformbund (自由改革連合 Jiyū Kaikaku Rengō), eine Vereinigung konservativer Splittergruppen im Unterhaus.
Parteivorsitzender der Shinshintō wurde der ehemalige Premierminister Toshiki Kaifu, der die LDP im Juni 1994 verlassen hatte und Vorsitzender des Liberalen Reformbundes war. Generalsekretär wurde Ichirō Ozawa (zuvor Generalsekretär der Erneuerungspartei); die stellvertretenden Parteivorsitzenden waren Tsutomu Hata, Takashi Yonezawa und Kōshirō Ishida.
Der erste große Popularitätstest für die Shinshintō waren die Oberhauswahlen 1995. Die Shinshintō erhielt 40 Mandate (17 ihrer Abgeordneten standen nicht zur Wahl) und sie behauptete somit mit nun insgesamt 57 Abgeordneten ihren Status als stärkste Oppositionspartei.
Im Dezember 1995 wurde Ichirō Ozawa zum Parteivorsitzenden gewählt. Bei den folgenden Unterhauswahlen 1996, den ersten nach dem neuen Wahlrecht, erhielt die Partei 156 Sitze und die Regierungskoalition aus LDP, Sozialdemokraten und Sakigake konnte ihre Mehrheit nur knapp behaupten.
Danach führten innere Streitigkeiten dazu, dass sich Shinshintō allmählich aufzulösen begann. Im Dezember 1996 verließen Tsutomu Hata und Keiwa Okuda die Partei, ein halbes Jahr später, im Juni 1997, ging Morihiro Hosokawa. Der Streit über das Gesetz zur Parteienfinanzierung führte schließlich zum Jahresende 1997 endgültig zur Auflösung der Shinshintō. Viele ihrer Mitglieder schlossen sich der Demokratischen Partei (DPJ) an, die Anhänger des Parteivorsitzenden Ozawa organisierten sich in der Liberalen Partei, manche kehrten in die LDP zurück.
Einige Präfekturverbände existierten weiter und schlossen sich später einer der beiden großen Parteien an. Die Shinshin Ishikawa trat 2009 dem Präfekturverband der Demokratischen Partei bei, bestand aber bis 2015 als Fraktion im Präfekturparlament weiter.